# Robert for årets kostumier
Robertprisen for årets kostumier er en filmpris, der uddeles af Danmarks Film Akademi ved den årlige Robertfest. Prisen har været uddelt siden 1984 bortset fra i 1988 og 1991. 

## Prismodtagere

### 1980'erne
- 1984: Annelise Hauberg - Forræderne
- 1985: Manon Rasmussen - Forbrydelsens element
- 1986: Evelyn Olsson & Jette Termann - Hodja fra Pjort
- 1987: Manon Rasmussen - Barndommens gade
- 1988: Ikke uddelt
- 1989: Annelise Hauberg - Ved vejen

### 1990'erne
- 1990: Manon Rasmussen - Miraklet i Valby
- 1991: Ikke uddelt
- 1992: Manon Rasmussen - Drengene fra Sankt Petri
- 1993: Jette Termann - Sofie
- 1994: Manon Rasmussen - Sort høst
- 1995: Manon Rasmussen - Min fynske barndom
- 1996: Manon Rasmussen - Kun en pige
- 1997: Lotte Dandanell - Hamsun
- 1998: Manon Rasmussen - Ørnens øje
- 1999: Ingrid Søe - Forbudt for børn

### 2000'erne
- 2000: Katja Watkins - Magnetisørens Femte Vinter
- 2001: Louize Nissen - Bænken
- 2002: Stine Gudmundsen-Holmgreen - Grev Axel
- 2003: Dominique Borg - Jeg er Dina
- 2004: Manon Rasmussen - Dogville
- 2005: Helle Nielsen - Kongekabale
- 2006: Manon Rasmussen - Unge Andersen
- 2007: Manon Rasmussen - Drømmen
- 2008: Margrethe Rasmussen - Kunsten at græde i kor
- 2009: Manon Rasmussen - Flammen & Citronen

### 2010'erne
- 2010: Anne-Dorte Fischer for Kærestesorger
- 2011: Margrethe Rasmussen for Submarino
- 2012: Stine Gudmundsen-Holmgreen for Dirch
- 2013: Manon Rasmussen for En kongelig affære
- 2014: Manon Rasmussen for Spies & Glistrup[1]
- 2015: Manon Rasmussen for Nymphomaniac
- 2016: Kicki Ilander for Skammerens datter
- 2017: Stine Thaning for Der kommer en dag
- 2018: Nina Grønlund for Vinterbrødre
- 2019: Manon Rasmussen for Lykke-Per